# کاراجاسو
کاراجاسو (به ترکی استانبولی: Karacasu) یک منطقهٔ مسکونی در ترکیه است که در استان آیدین واقع شده‌است.